# Военная символика сухопутных войск Эстонии
Военная символика сухопутных войск Эстонии включает в себя знаки на головных уборах, нарукавные нашивки и знаки различия (погоны), которые носят военнослужащие эстонских сухопутных войск. При этом нарукавные нашивки обозначают принадлежность к определённому подразделению, а знаки различия - воинское звание.

## Знаки на головных уборах

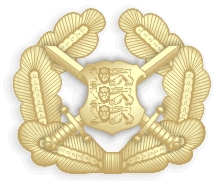
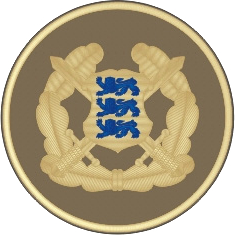

## Нарукавные нашивки[2]

Штаб сухопутных войск
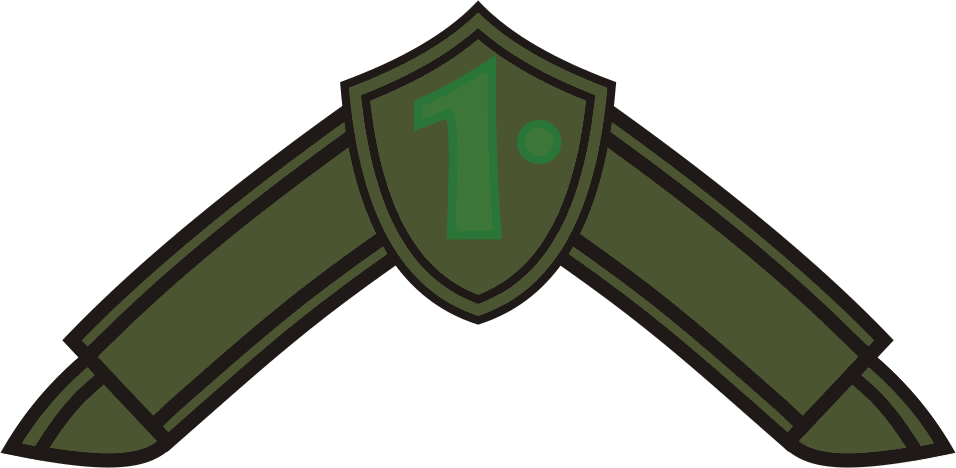
1-я пехотная бригада
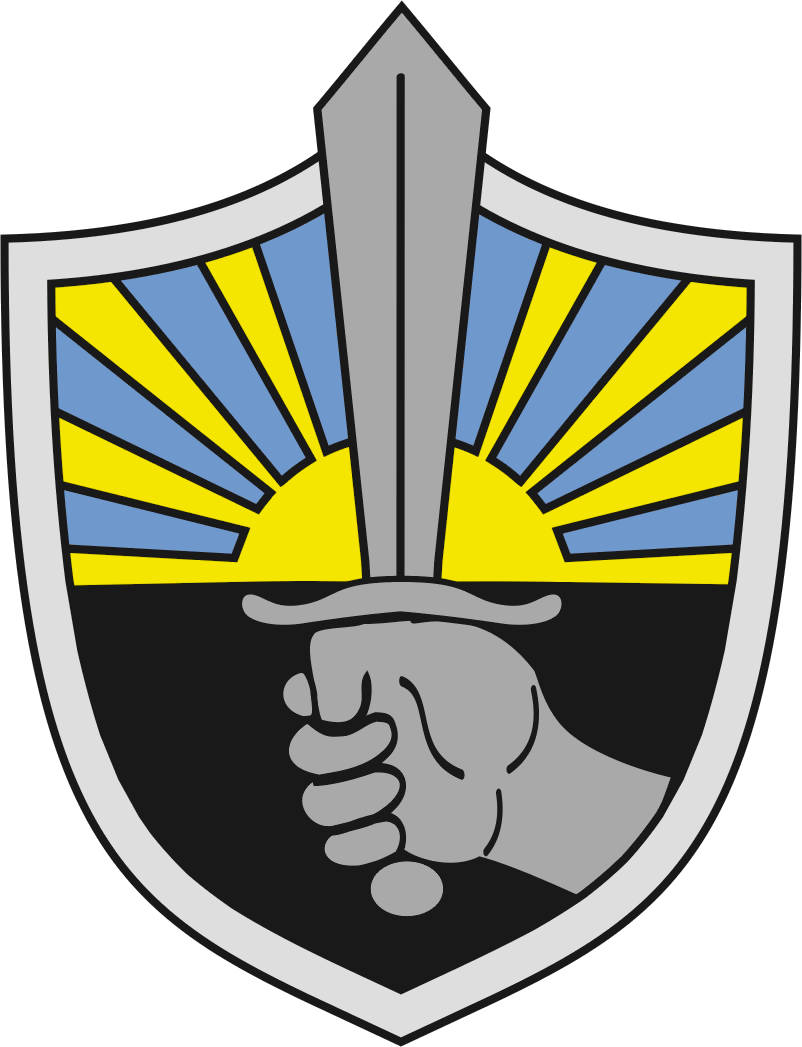
1-я пехотная бригада
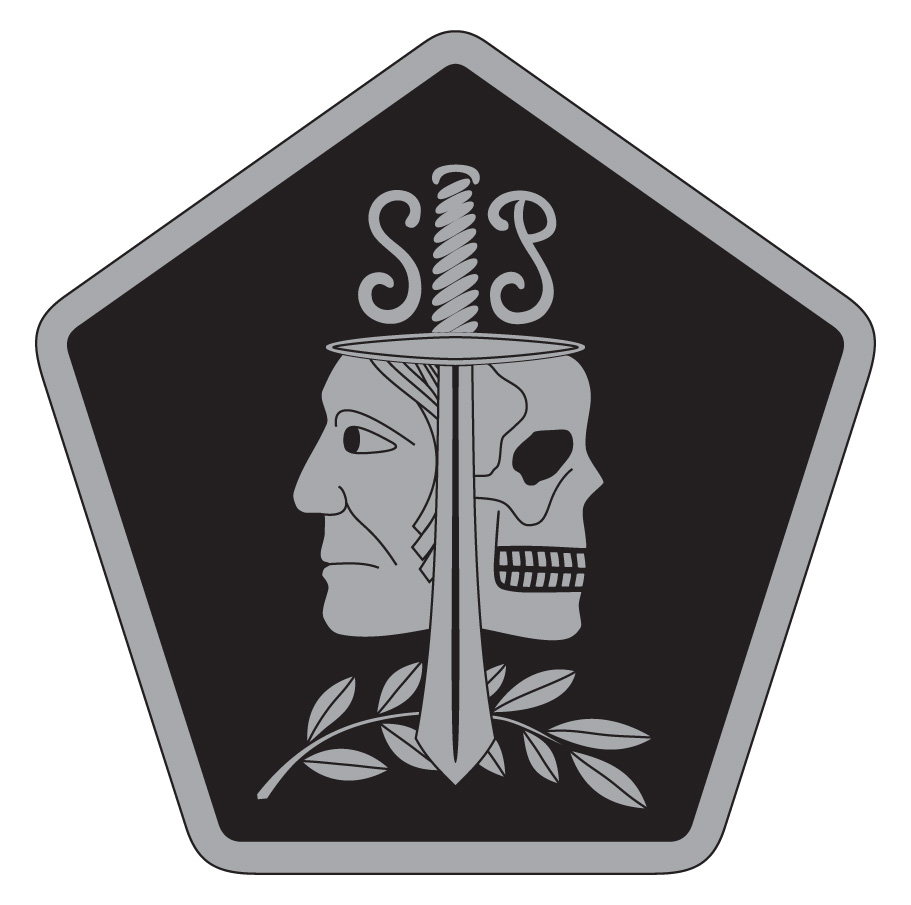
2-я пехотная бригада
Караульный батальон
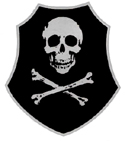
Куперьяновский пехотный батальон
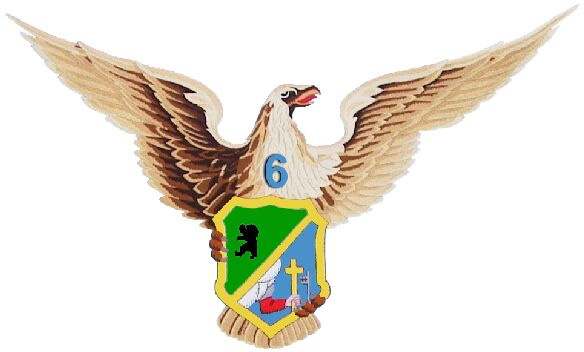
Пярнуский пехотный батальон
Вируский пехотный батальон
Разведывательный батальон
Батальон связи
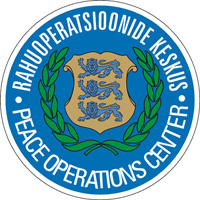
Центр миротворческих операций
Тапаский учебный центр
Артиллерийский батальон
Батальон ПВО
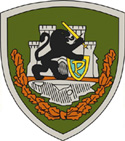
Инженерный батальон
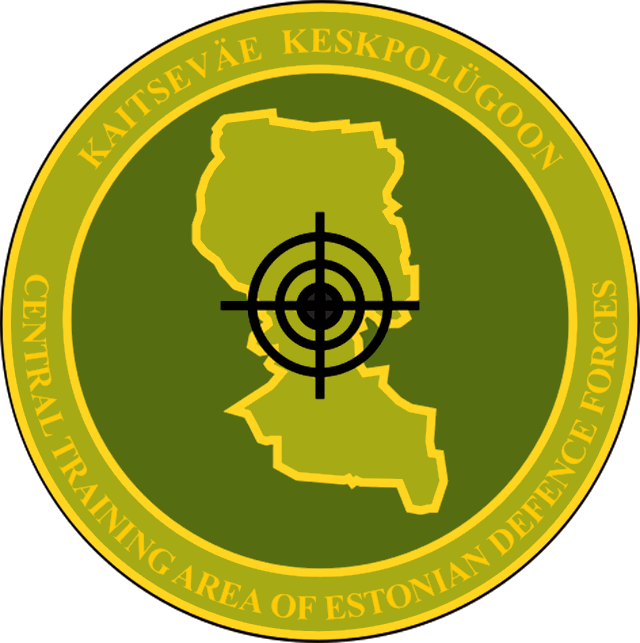
Центральный полигон сил обороны
Батальон тыла
Калевский пехотный батальон
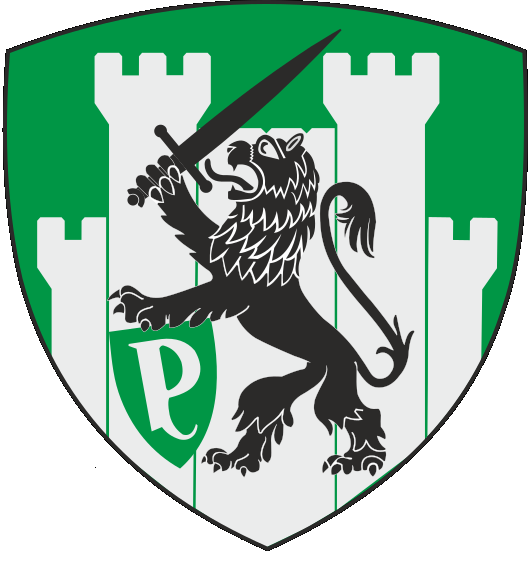
Разведовательный батальон
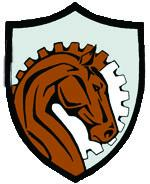
Батальон тыла (Тапа)
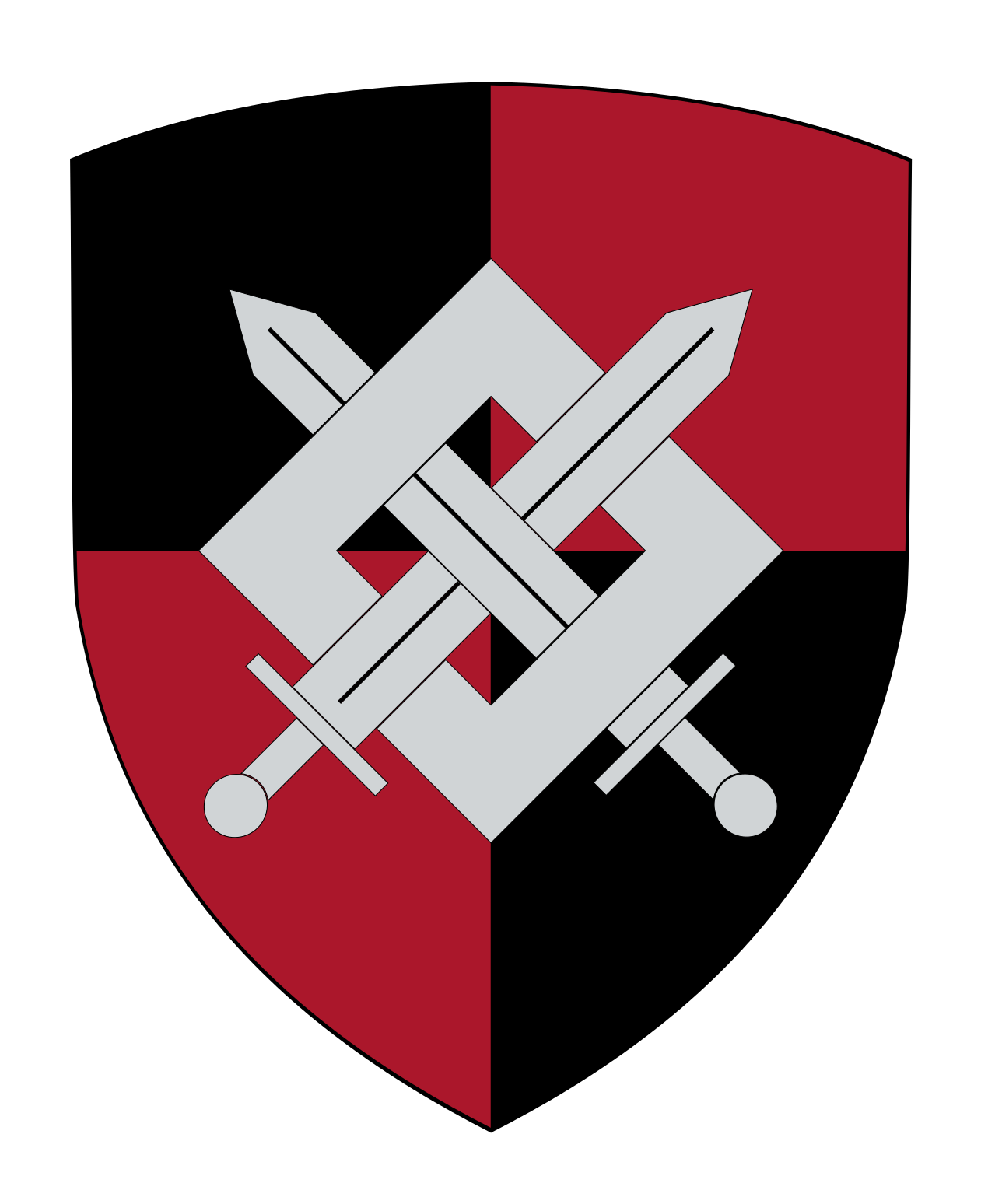
Батальон тыла (Выру)

## Знаки различия

### Генералы и офицеры
| Категории               | Генералы          | Генералы          | Генералы       | Генералы          | Старшие офицеры | Старшие офицеры     | Старшие офицеры | Младшие офицеры | Младшие офицеры   | Младшие офицеры   | Младшие офицеры   |
| ----------------------- | ----------------- | ----------------- | -------------- | ----------------- | --------------- | ------------------- | --------------- | --------------- | ----------------- | ----------------- | ----------------- |
|                         |                   |                   |                |                   |                 |                     |                 |                 |                   |                   |                   |
| Эстонское звание        | Kindral           | Kindralleitnant   | Kindralmajor   | Brigaadikindral   | Kolonel         | Kolonelleitnant     | Major           | Kapten          | Leitnant          | Nooremleitnant    | Lipnik            |
| Перевод                 | Генерал           | Генерал-лейтенант | Генерал-майор  | Бригадный генерал | Полковник       | Полковник-лейтенант | Майор           | Капитан         | Лейтенант         | Младший лейтенант | Прапорщик         |
| Российское соответствие | Генерал-полковник | Генерал-лейтенант | Генерал- майор | нет               | Полковник       | Подполковник        | Майор           | Капитан         | Старший лейтенант | Лейтенант         | Младший лейтенант |

### Унтер-офицеры и солдаты
| Категории               | Старшины            | Старшины          | Старшины            | Старшины    | Старшины            | Сержанты        | Сержанты | Сержанты        | Солдаты  | Солдаты |
| ----------------------- | ------------------- | ----------------- | ------------------- | ----------- | ------------------- | --------------- | -------- | --------------- | -------- | ------- |
|                         |                     |                   |                     |             |                     |                 |          |                 |          |         |
| Эстонское звание        | Ülemveebel          | Staabiveebel      | Vanemveebel         | Veebel      | Nooremveebel        | Vanemseersant   | Seersant | Nooremseersant  | Kapral   | Reamees |
| Перевод                 | Главный фельдфебель | Штабс-фельдфебель | Старший фельдфебель | Фельдфебель | Младший фельдфебель | Старший сержант | Сержант  | Младший сержант | Капрал   | Рядовой |
| Российское соответствие | Старший прапорщик   | Прапорщик         | Старшина            | нет         | нет                 | Старший сержант | Сержант  | Младший сержант | Ефрейтор | Рядовой |